# Lycopodiastrum
Lycopodiastrum, monotipski rod paprati u porodici Lycopodiaceae. Jedina vrsta je L. casuarinoides, rasprostranjena po tropskoj Aziji i južnoj Kini. 
Biljke su velike, kopnene. Rizom dugačak i puzav, nadzemni izbojci drvenasti i poput loze, do nekoliko metara, oko 2 mm u promjeru, s rijetkim listovima; listovi spiralno raspoređeni, prirasli, jajasto-lancetasti do šiljasti. Voli rubove šuma, grmlja i obale rijeka.
Godine 2022. rod je izdvojen iz potporodice Lycopodioideae u posebnu potporodicu Lycopodiastroideae

## Sinonimi
- Diphasium casuarinoides (Spring) J.P.Mandal & U.Sen
- Lepidotis casuarinoides (Spring) Rothm.
- Lycopodium casuarinoides Spring
- Lycopodium comans Hook.fil.
- Lycopodium filicaule Hook.fil.
- Lycopodium jacobsonii Alderw.
- Lycopodium leucolepis Jungh. & de Vriese
- Lycopodium casuarinoides var. penicilliferum Alderw.
- Lycopodium rubellum C.Presl, Abh. (K.) Böhm.